# Euplexia cervinipennis
Euplexia cervinipennis är en fjärilsart som beskrevs av W. Warren 1912. Euplexia cervinipennis ingår i släktet Euplexia och familjen nattflyn. Inga underarter finns listade i Catalogue of Life.